# Čedomir Jovanović

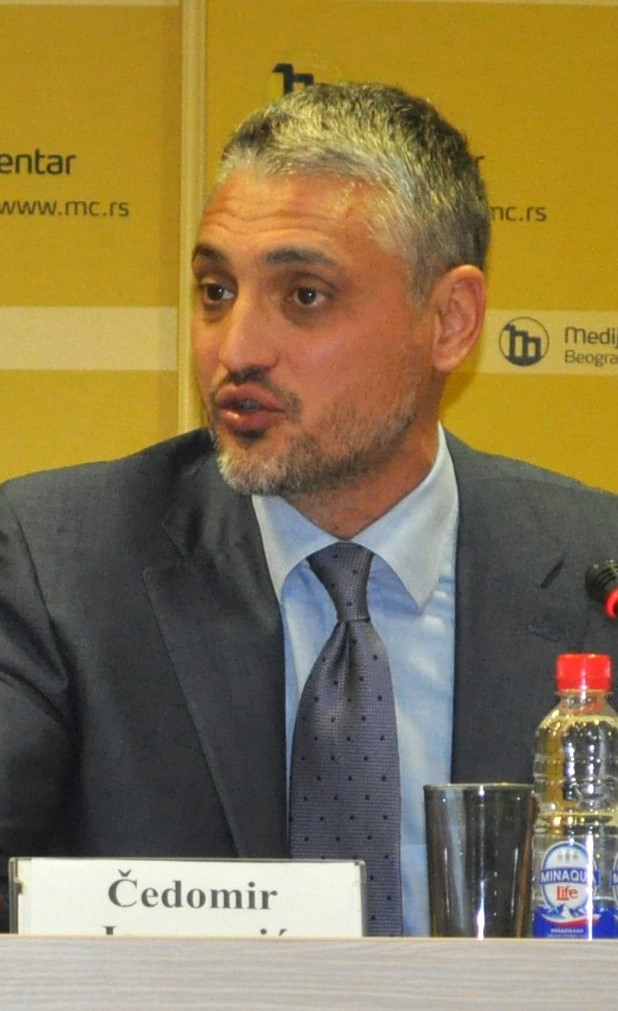
Čedomir Jovanović (2015)

Čedomir Jovanović (serbisch-kyrillisch Чедомир Јовановић; * 13. April 1971 in Belgrad) ist ein serbischer Politiker.

## Leben
Er studierte Dramaturgie an der Universität der Künste Belgrad, war als Journalist tätig und beteiligte sich an der Studentenprotesten von 1996/97 gegen Slobodan Milošević.
Er war Mitglied der Demokratska Stranka, die sich am Parteienbündnis Demokratische Opposition Serbiens beteiligte. Für diese wurde er im Dezember 2000 zum Abgeordneten des serbischen Parlaments gewählt, er war ab Januar 2001 bis März 2003 Fraktionsvorsitzender. Nach dem Tod Zoran Đinđićs wurde Jovanović stellvertretender Ministerpräsident Serbiens (damals noch Teil der Bundesrepublik Jugoslawien).
Am 5. November 2005 gründeten Jovanović und seine Anhänger die Liberaldemokratische Partei (Liberalno-demokratska partija, LDP). Bei den Parlamentswahlen in Serbien 2007 gelang ihm erneut der Einzug ins Parlament, wo er Fraktionsvorsitzender der LDP-Fraktion ist.